# 알리 바바잔

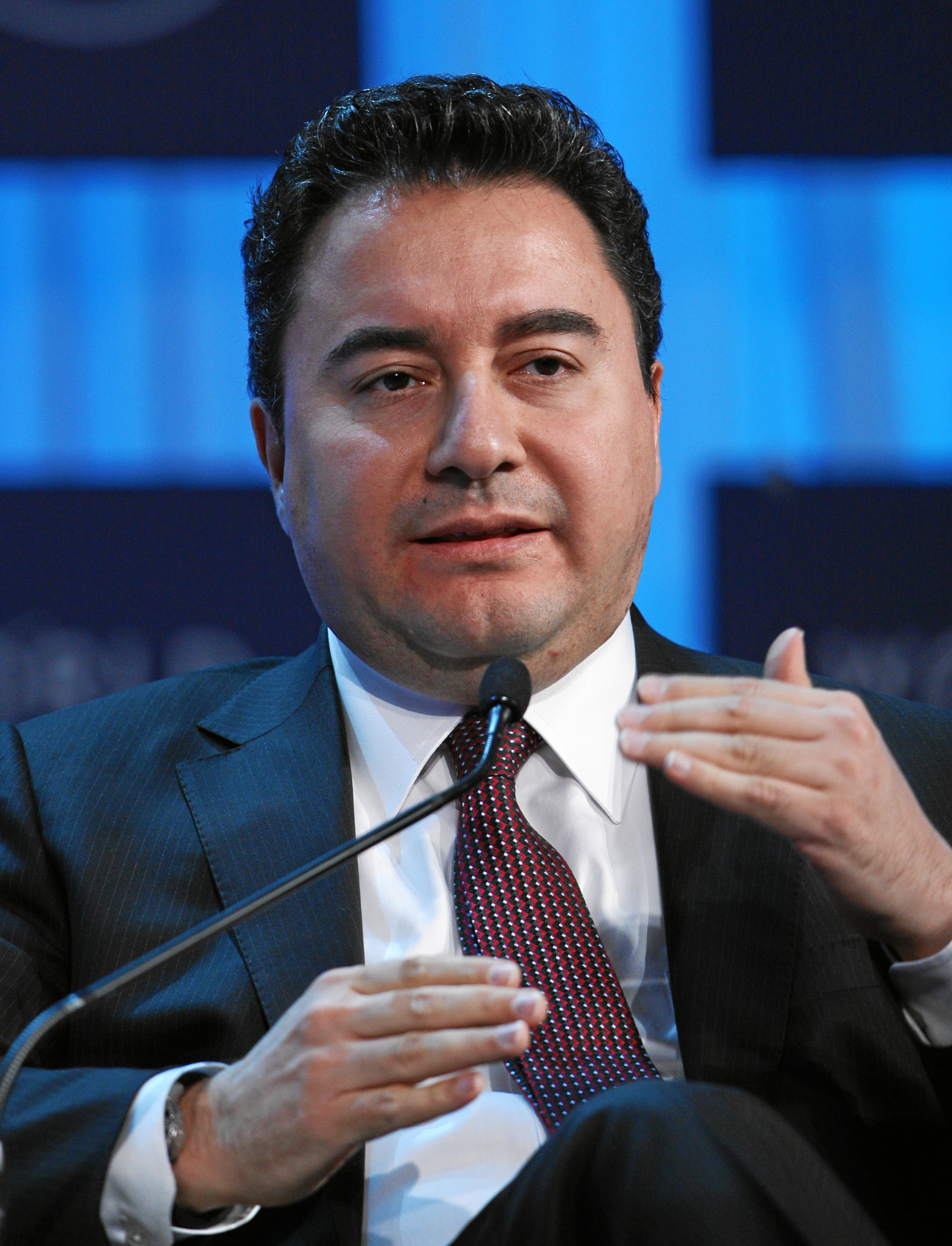
알리 바바잔

알리 바바잔(튀르키예어: Ali Babacan, 1967년 4월 4일 ~ )은 터키의 정치인으로, 현직 국회의원이자 전직 경제부총리이다.
그는 정의개발당 소속의 압둘라 귈 총리가 이끌던 제58차 터키 내각에서 경제부 장관을 지냈으며, 레제프 타이이프 에르도안 총리가 이끌던 제59차 터키 내각에서도 유임되었다. 2007년 8월 29일에는 레제프 타이이프 에르도안 총리가 이끌던 제60차 터키 내각 하에서 외무부 장관으로 임명되었으며, 2009년부터 2015년까지 경제·재무부총리를 역임했다.
그는 배우자와의 슬하에 3명의 자녀를 두고 있다. 2019년 정의개발당을 탈당했는데, "당의 결정 및 진로"가 본인과 다르다는 이유 때문이었다.